# Microgonium ballardianum
Microgonium ballardianum là một loài dương xỉ trong họ Hymenophyllaceae. Loài này được Alston Pic. Serm. mô tả khoa học đầu tiên năm 1968.